# مارجيت كريستيان
مارجيت كريستيان هي مبارزة بالسيف (وحملت سابقاً جنسية يوغوسلافيا)، ولدت في 20 يونيو 1913، وتوفيت في 20 يناير 2008.

## وصلات خارجية
- مارجيت كريستيان على موقع أوليمبيديا (الإنجليزية)